# Гинцбург, Николас де
Барон Николя Луи Александр де Гинцбург (Nicolas Louis Alexandre de Gunzburg; 12 декабря 1904, Париж — 20 февраля 1981, Нью-Йорк) — франко-американский обозреватель мира моды из рода Гинцбургов, продюсер и исполнитель главной роли в классическом фильме «Вампир» (1932).

## Биография
Ники Гинцбург вырос в Англии в семье еврейского банкира Габриэля-Жака Гинцбурга (1853—1929), одного из внуков знаменитого Евзеля Гинцбурга, и Энрикеты Лаской, которая родилась в Бразилии в семье шляхтича-эмигранта и португальской маркизы. После развода с Гинцбургом его мать вышла замуж за русского помещика Василия Нарышкина.
В 1920-е гг. бонвиван Ники де Гинцбург блистал в кругу парижской «золотой молодёжи». На костюмированные балы в доме Гинцбургов съезжалось лучшее общество. Его старший брат Дмитрий финансировал дягилевские «русские сезоны», сестра Одри Бапст была известна своими отношениями с Клоделем.
Великая депрессия привела к разорению семейства Гинцбургов. Николя в это время мечтал о карьере актёра. Он нашёл деньги для съёмок К. Т. Дрейером фильма «Вампир», причём главную роль пожелал исполнить сам (в титрах указан как «Джулиан Вест»). В 1934 г. вместе с Натальей Палей отбыл из Франции в Калифорнию, где связал свою жизнь с популярным актёром Эриком Родесом («Весёлая разведённая», «Цилиндр»).
Поскольку актёрская карьера не задалась, Гинцбург принял предложение возглавить журнал Town & Country, основанный ещё в 1846 году Н. П. Уиллисом, и перебрался в Нью-Йорк. Долгое время курировал отделы моды в журналах Vogue и Harper's Bazaar. Отличался, по отзывам современников, безупречным вкусом в выборе одежды. Консультировал Кельвина Кляйна, когда тот делал первые шаги в мире моды.